# Kassoum
Kassoum è un dipartimento del Burkina Faso classificato come comune, situato nella provincia  di Sourou, facente parte della Regione di Boucle du Mouhoun.
Il dipartimento si compone del capoluogo e di altri 34 villaggi: Ban, Bangassi, Bao, Bassan, Bonro, Bourgou, Diélé, Douban, Doussoula, Daré, Dialla, Dian, Dianra, Kankani, Koulara, Kourani, Mara-Grand, Mara-Petit, Ninlare, Ourkoum, Pini, Naré, Sorona, Soumara-Boumba, Soumarani, Tani, Tianra, Tiao, Toeré, Tombila, Torosso, Toungourou, Wawara e Yo.